# Карол Йокл
Карол Йокл (чеськ. Karol Jokl; нар. 29 серпня 1945, Батевани — 28 жовтня 1996, Братислава) — чехословацький футболіст, що грав на позиції нападника. По завершенні ігрової кар'єри — тренер.
Виступав, зокрема, за клуб «Слован», а також національну збірну Чехословаччини.
Триразовий чемпіон Чехословаччини. Дворазовий володар Кубка Чехословаччини. Володар Кубка Кубків УЄФА.

## Клубна кар'єра
У дорослому футболі дебютував 1963 року виступами за команду клубу «Слован», в якій провів дванадцять сезонів, взявши участь у 238 матчах чемпіонату. За цей час тричі виборював титул чемпіона Чехословаччини, ставав володарем Кубка Кубків УЄФА.
Завершив професійну ігрову кар'єру у клубі «Банік» (Пр'євідза), за команду якого виступав протягом 1975—1976 років.

## Виступи за збірну
1963 року дебютував в офіційних матчах у складі національної збірної Чехословаччини. Протягом кар'єри у національній команді, яка тривала 10 років, провів у формі головної команди країни 27 матчів, забивши 11 голів.
У складі збірної був учасником чемпіонату світу 1970 року у Мексиці, де відіграв в усіх трьох матчах групового етапу, які, утім, були усі чехословаками програні.

## Кар'єра тренера
Згодом перебував на тренерській роботі. 1995 року очолював тренерський штаб клубу «Слован».
Помер 28 жовтня 1996 року на 52-му році життя у місті Братислава.

## Титули і досягнення
- Чемпіон Чехословаччини (3):

«Слован»: 1969–1970, 1973–1974, 1974–1975
- Володар Кубка Чехословаччини (2):

«Слован»: 1967—1968, 1973—1974
- Володар Кубка Кубків УЄФА (1):

«Слован»: 1968–1969